# Железнодорожная Казарма 543 км
Железнодоро́жная Каза́рма 543 км, 543 км — населённый пункт (тип: станция) в Рубцовском районе Алтайском крае России. Входит в состав Веселоярского сельсовета.

## География
Расположен в степной зоне на юге региона, у государственной границы с Республикой Казахстан.
Климат
Климат умеренный, резко континентальный.

## История
Основана благодаря строительству в 1910-х годах железнодорожной линии Барнаул — Семипалатинск Алтайской железной дороги.

## Население
| 1997 | 1998 | 1999 | 2000 | 2001 | 2002 | 2003 | 2004 | 2005 | 2006 | 2007 | 2008 |
| ---- | ---- | ---- | ---- | ---- | ---- | ---- | ---- | ---- | ---- | ---- | ---- |
| 26   | →26  | ↘24  | →24  | ↘23  | ↗24  | ↗26  | →26  | →26  | ↘24  | ↘21  | ↘17  |
| 2009 | 2010 | 2011 | 2012 | 2013 |      |      |      |      |      |      |      |
| →17  | ↗21  | ↗22  | →22  | ↘21  |      |      |      |      |      |      |      |

Национальный состав
Согласно результатам переписи 2002 года, в национальной структуре населения русские составляли 100 % от 27 чел.

## Инфраструктура
Путевое хозяйство Западно-Сибирской железной дороги.
Все услуги жители остановочного пункта получают в селе Весёлоярск.

## Транспорт
543 км доступен автомобильным и железнодорожным транспортом.
В пешей доступности федеральная автодорога А-322 Барнаул — Рубцовск — государственная граница с Республикой Казахстан.